# Sourciroux à bec noir
Cyclarhis nigrirostris
Espèce
Statut de conservation UICN

 LC  : Préoccupation mineure
Le Sourciroux à bec noir (Cyclarhis nigrirostris), aussi appelé Viréo à bec noir, est une espèce de passereaux de la famille des Vireonidae,,.

## Systématique et distribution
Cet oiseau est représenté par deux sous-espèces selon la classification de référence du Congrès ornithologique international (version 9.1, 2019) :
- Cyclarhis nigrirostris nigrirostris Lafresnaye, 1842 : Andes du centre de la Colombie et de l'est de l'Équateur ;
- Cyclarhis nigrirostris atrirostris Sclater, PL, 1887 : Andes du sud-ouest de la Colombie (Nariño) et de l'ouest de l'Équateur[1],[2].